# Laothoe populi
Laothoe populi este o specie de molie din familia Sphingidae. Este întâlnită de-a lungul zonei palearctice, în Orientul Apropiat și este unul dintre cei mai comuni membri ai familiei din regiune. 

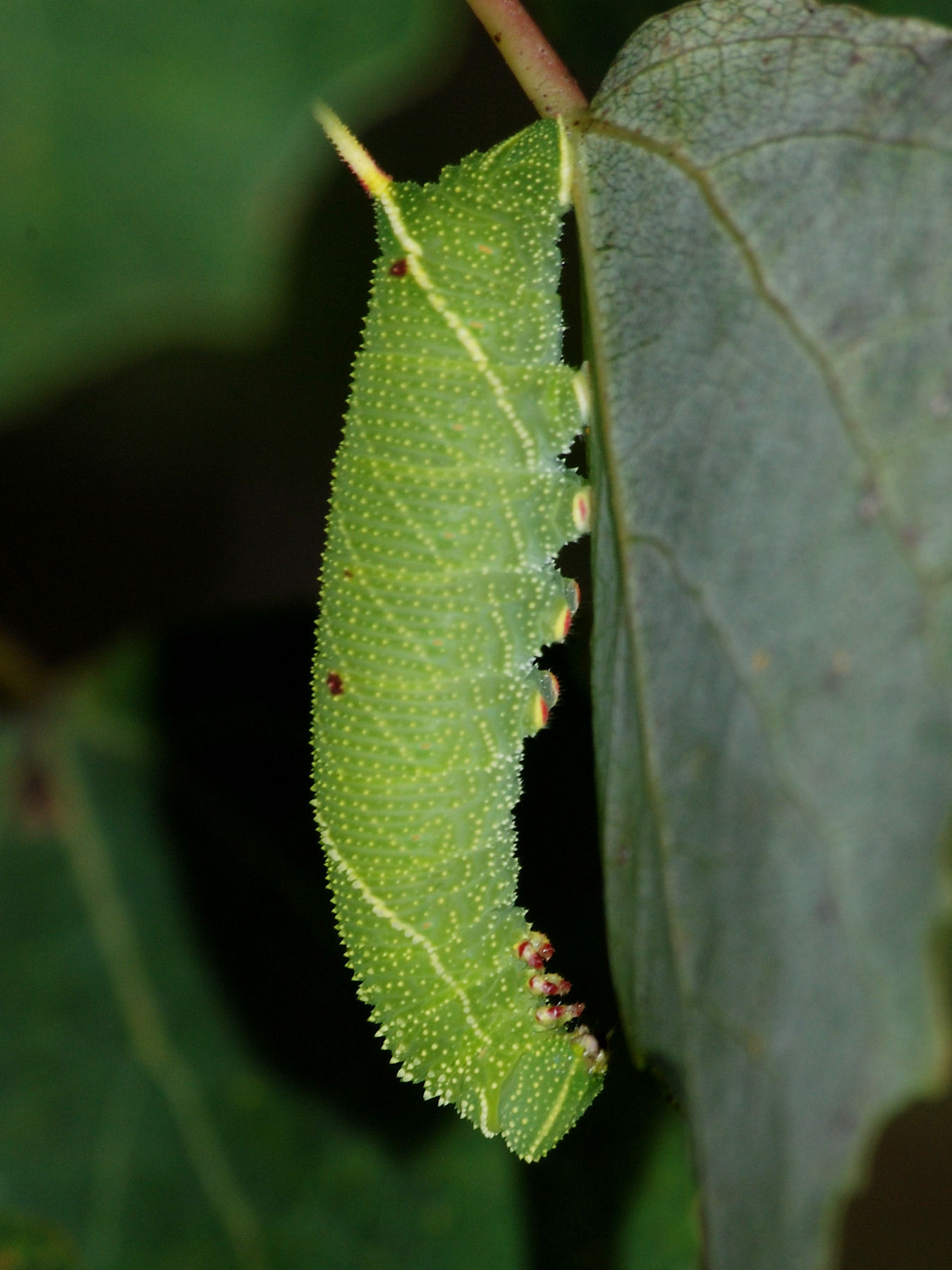
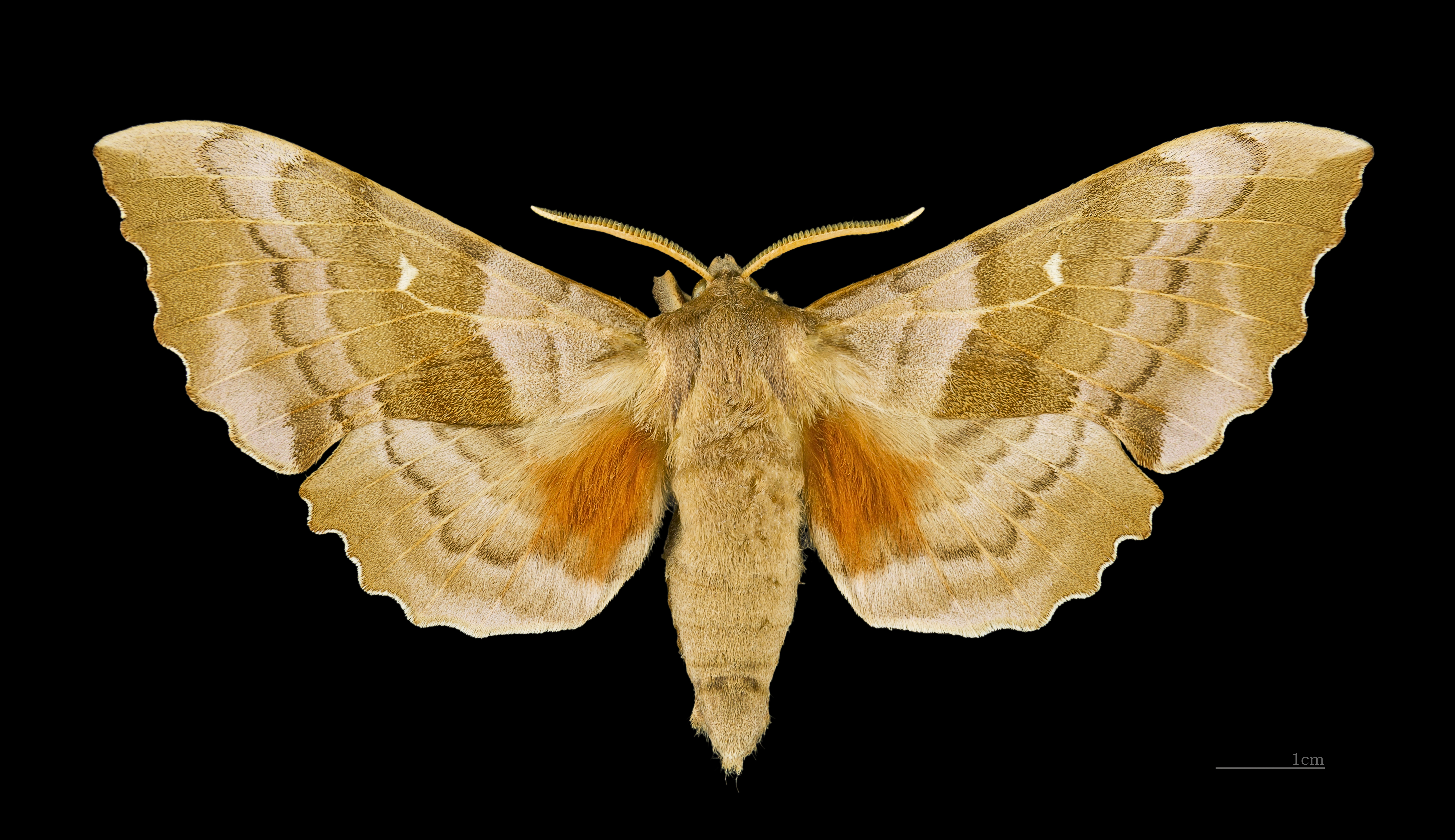
♂
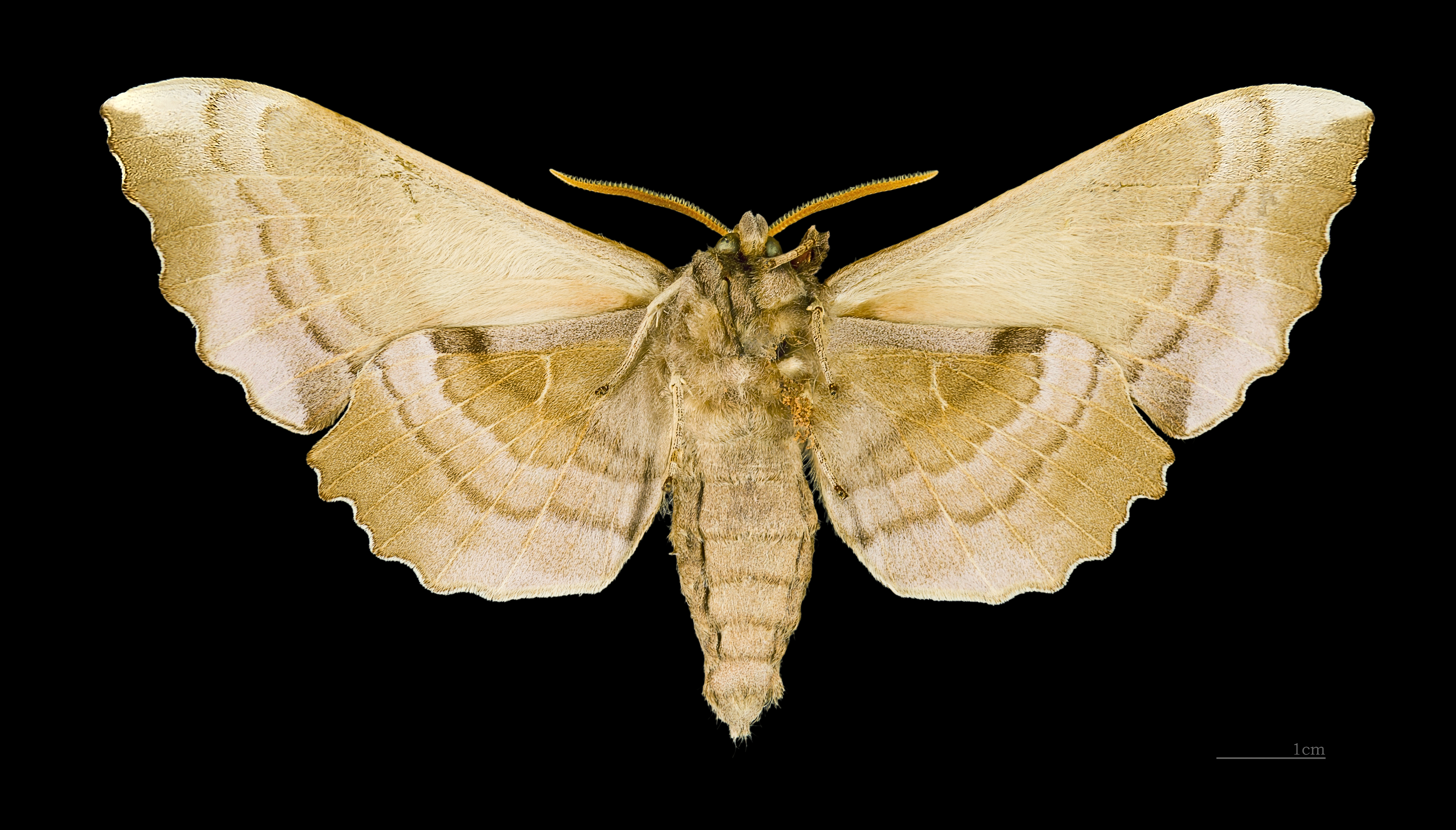
♂ △
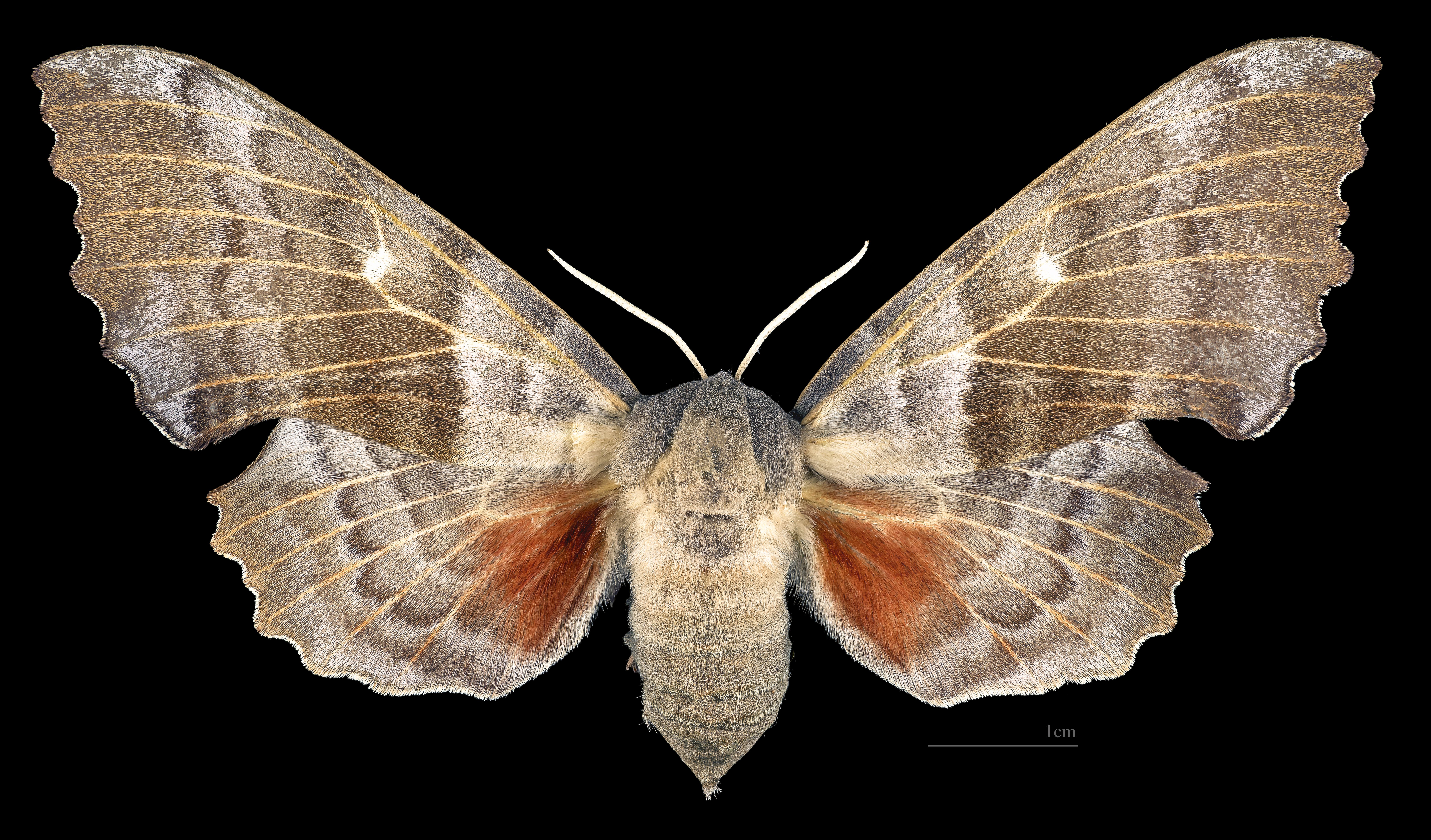
♀
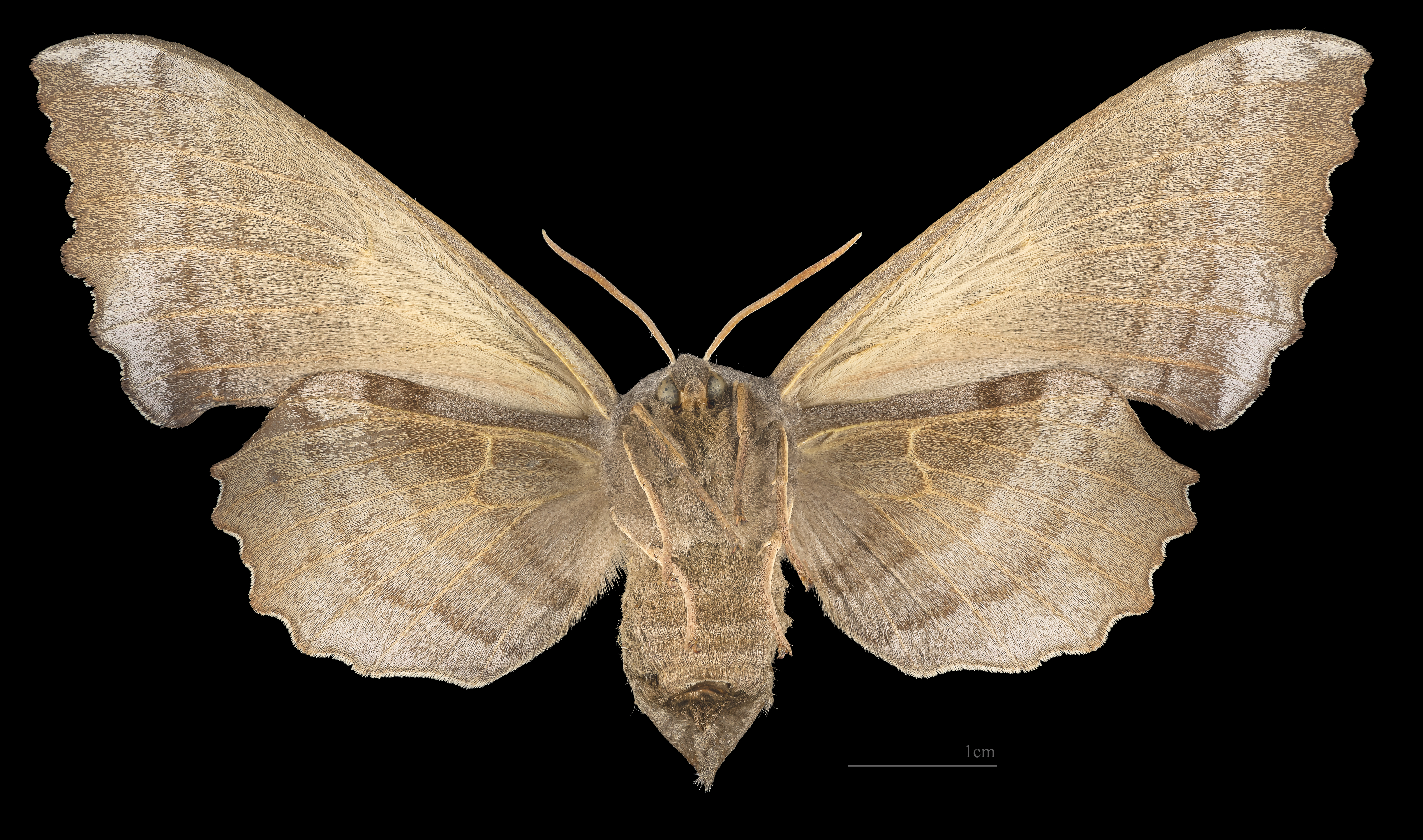
♀ △
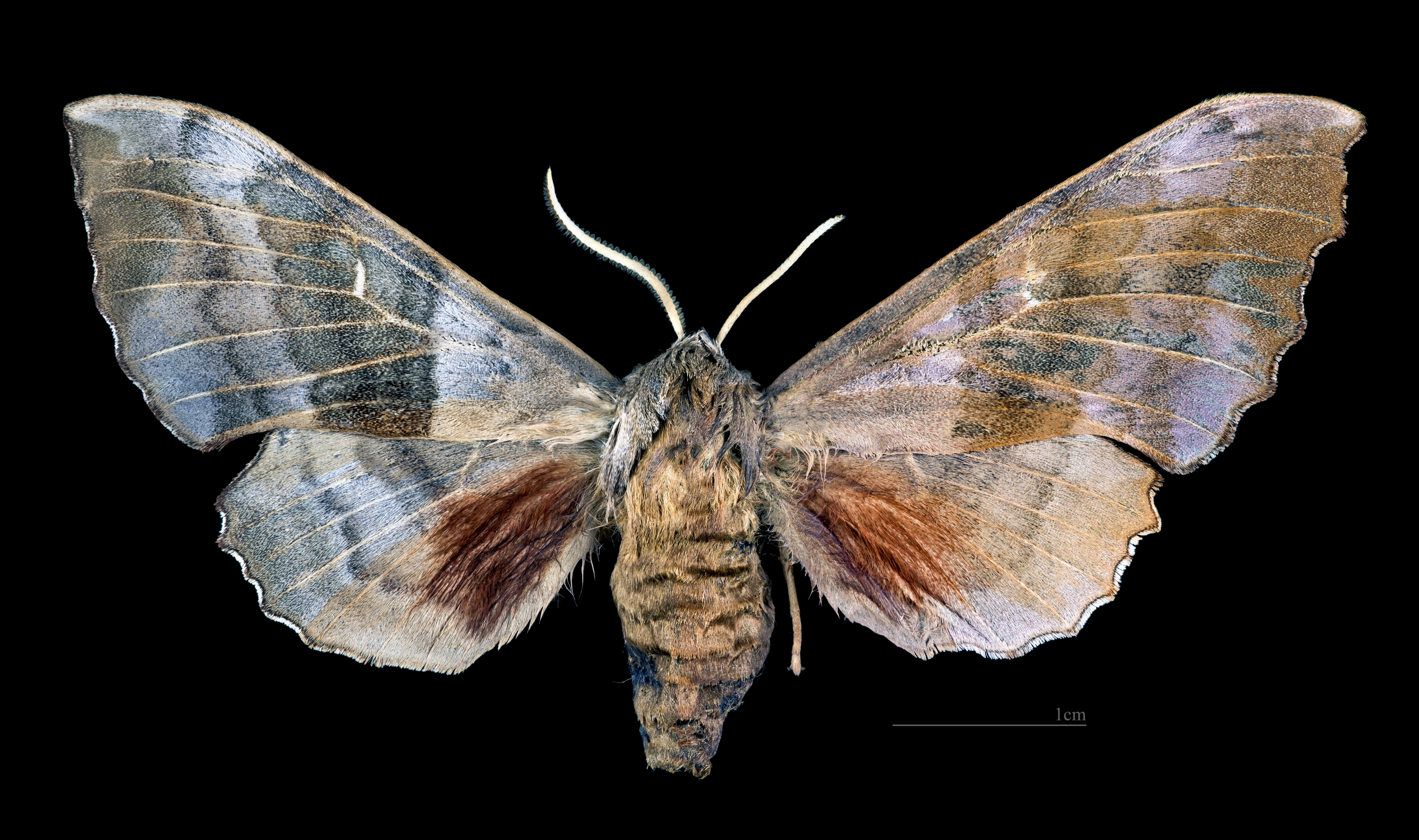
♂ ♀
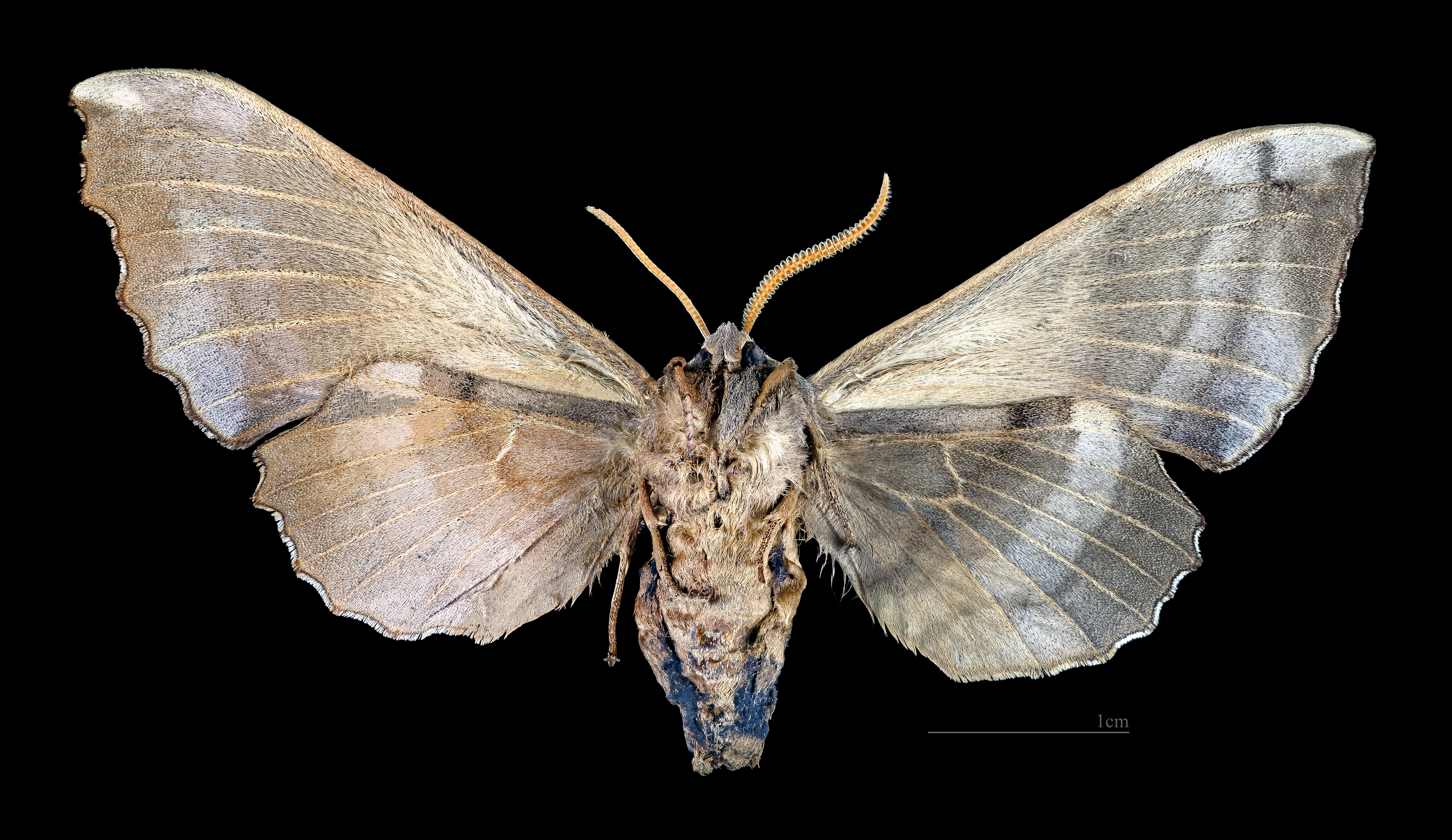
♂ ♀ △

Anvergura este de 70–100 mm.

## Subspecii
- Laothoe populi populi
- Laothoe populi lappona (Rangnow, 1935)